# Жадково
Жадково (пол. Rzadkowo, нім. Hügelhausen) — село в Польщі, у гміні Качори Пільського повіту Великопольського воєводства.
Населення — 470 осіб (2011).

## Демографія
Демографічна структура станом на 31 березня 2011 року:
|          | Загалом | Допрацездатний вік | Працездатний вік | Постпрацездатний вік |
| -------- | ------- | ------------------ | ---------------- | -------------------- |
| Чоловіки | 263     | 60                 | 184              | 19                   |
| Жінки    | 207     | 45                 | 122              | 40                   |
| Разом    | 470     | 105                | 306              | 59                   |